# Cripps Pink

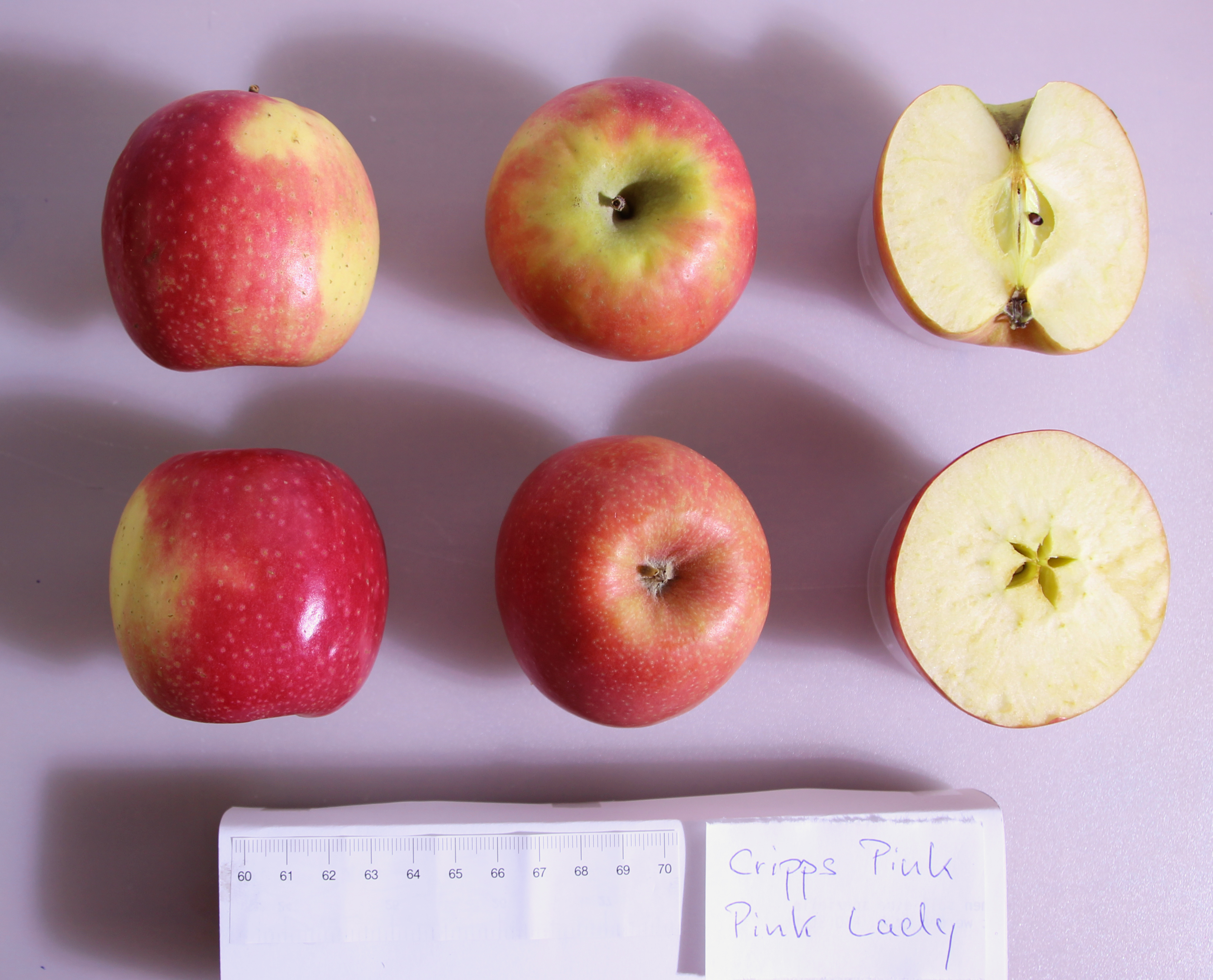

Cripps Pink, såld under varumärkesnamnet Pink Lady, är en äppelsort. Skalet är rött och närmast grönt. Köttet är vitt. Äpplet är relativt litet och har en lite syrlig, söt smak.

## Odling
Pink Lady-äpplena som valts av 2 800 odlare motsvarar högt ställda krav på sockerhalt, fasthet och färg inom ramen för en odling som respekterar miljön. Återkommande rigorösa, oberoende kontroller skall garantera konstant kvalitet och fullständig spårbarhet från odlingsplats till butik.
Pink Lady trivs inte i för kalla zoner, vare sig om våren eller vad gäller tidiga vintrar. Det är den sort som blommar allra tidigast (slutet av mars/början på april i USA), och en av dem som skördas senast (slutet av oktober/början av november i USA). De stora temperaturskillnaderna på hösten mellan dag och natt ger det dess rosa färg. För att få sin färg behöver äpplena även goda växtförhållanden, det vill säga träden måste vara väl beskurna och mängden frukt noga avvägd. Den långa tiden mellan blomning och skörd gör att äpplet ej kan odlas i Sverige.